# مونيا أبيض الردف
مونيا أبيض الردف (الاسم العلمي: Lonchura striata) (بالإنجليزية: White-rumped Munia)‏ هي نوع من الطيور تتبع جنس المونيا من فصيلة شمعية المنقار.